# Большая Куртяска
Большая Куртяска — гора в массиве Свидовец (Украинские Карпаты). Расположенная в северо-восточной части Тячевского района Закарпатской области, на северо-восток от села Красная.
Высота 1621,3 м (по другим данным — 1626 м). Гора расположена на главном хребте Свидовецкого массива. Склоны горы крутые (особенно восточный и северо-западный). Вокруг вершины — обширные полонины.
К востоку расположена гора Тэмпа (1634 м), на северо-восток — гора Малая Куртяска (1644,1 м). К северо-западу от горы простирается живописная долина реки Яблуница (левый приток Брустурянки, бассейн Тересвы).
Через Великую Куртяску (севернее вершины) проходит популярный туристический маршрут «Вершины Свидовец» — от поселка Ясиня до поселка Усть-Чорна (или в обратном направлении).